# Nicolás Emanuel Torres
Nicolás Emanuel Torres (Concepción del Uruguay, Entre Ríos, Argentina; 10 de octubre de 1983) es un futbolista argentino. Juega de mediocampista y su actual equipo es el Club Gimnasia y Esgrima (Concepción del Uruguay) del Torneo Argentino A.

## Trayectoria
Volante central o izquierdo. Producto de las divisiones inferiores de Gimnasia y Esgrima de Entre Ríos. Debutó en ese club en 2003. Su buena actuación hizo que Tigre pusiese sus ojos en él y lo comprara. Debutó en Club Atlético Tigre el 8 de septiembre de 2004 contra Argentino de Rosario (2-0). Con Tigre ha ganado el Apertura 2004 y el Clausura 2005 de la Primera B, el torneo reducido y el ascenso a primera división de 2007.Siendo figura en el ascenso a Primera División.  
Luego, se incorporó a las filas del Club Atlético Colón de Santa Fe, donde fue dirigido por Antonio "el turco" Mohamed. En dicha institución jugó cuatro torneos cortos: desde el Apertura 2008 hasta el Clausura 2010, llegando a anotar dos goles.
En 2011 juego en el Atlante de México.En 2012 llegó a Quilmes donde fue dirigido por Caruso Lombardi y donde consiguió el ascenso a Primera.(Jugó la copa Argentina)
Nueva incorporación de Ferro para la temporada 2012 del torneo de la B nacional.

## Clubes
| Club                    | País      | Año       |
| ----------------------- | --------- | --------- |
| Gimnasia y Esgrima (CU) | Argentina | 2003      |
| Tigre                   | Argentina | 2004-2008 |
| Colón                   | Argentina | 2008-2010 |
| Atlante                 | México    | 2010-2011 |
| Quilmes                 | Argentina | 2012      |
| Ferro Carril Oeste      | Argentina | 2012-2013 |
| Atlante                 | México    | 2013-2019 |
| Gimnasia y Esgrima (CU) | Argentina | 2019-2020 |
| Chaco For Ever          | Argentina | 2020-2022 |
| Madryn                  | Argentina | 2022      |
| Gimnasia y Esgrima (CU) | Argentina | 2022      |
| Paysandú Fútbol Club    | Uruguay   | 2022-2023 |
| Gimnasia y Esgrima (CU) | Argentina | 2023-Act. |